# Trần Văn Huynh
Trần Văn Huynh (sinh ngày 10 tháng 1 năm 1952, còn có tên Huệ Tín) là một tu sĩ, lương y, chính trị gia người Việt Nam. Ông hiện là đại biểu Quốc hội Việt Nam khóa XIV nhiệm kì 2016-2021, thuộc đoàn đại biểu tỉnh Kiên Giang. Ông là một trong 21 đại biểu không phải là đảng viên Đảng Cộng sản Việt Nam trúng cử đại biểu quốc hội khóa 14. Ông đã ứng cử và trúng cử đại biểu quốc hội năm 2016 ở đơn vị bầu cử số 2, tỉnh Kiên Giang, gồm có các huyện: An Biên, An Minh, Vĩnh Thuận, U Minh Thượng và Châu Thành với tỉ lệ % số phiếu. Ông hiện là Chánh Phối sư, Trưởng ban Thường trực Hội thánh Cao Đài Bạch Y, Ủy viên Ủy ban Trung ương Mặt trận Tổ quốc Việt Nam. Ông từng là đại biểu quốc hội Việt Nam khóa XIII, thuộc đoàn đại biểu Kiên Giang.

## Xuất thân
Ông sinh ngày 10 tháng 1 năm 1952, quê quán ở Xã Thủy Liễu, huyện Gò Quao, tỉnh Kiên Giang.
Ông hiện cư trú ở Số 950, ấp Hòa An, xã Mong Thọ, huyện Châu Thành, tỉnh Kiên Giang

## Giáo dục
- Giáo dục phổ thông: 9/12
- Đông y trung cấp

## Sự nghiệp
Ông từng là Đại biểu Hội đồng nhân dân tỉnh Kiên Giang nhiệm kỳ 2004-2011.